# Ivan Dixon
Ivan Nathaniel Dixon III (Nova Iorque, 6 de abril de 1931 – Charlotte, 16 de março de 2008) foi um ator, diretor e produtor estadunidense. Mais conhecido por ter interpretado um dos prisioneiros de guerra na série "Guerra, sombra e água fresca" - Hogan's Heroes.
Ivan Dixon faleceu em 16 de março de 2008, aos 76 anos, em Charlotte, Carolina do Norte, de insuficiência renal.